# Kapitolinischer Brutus

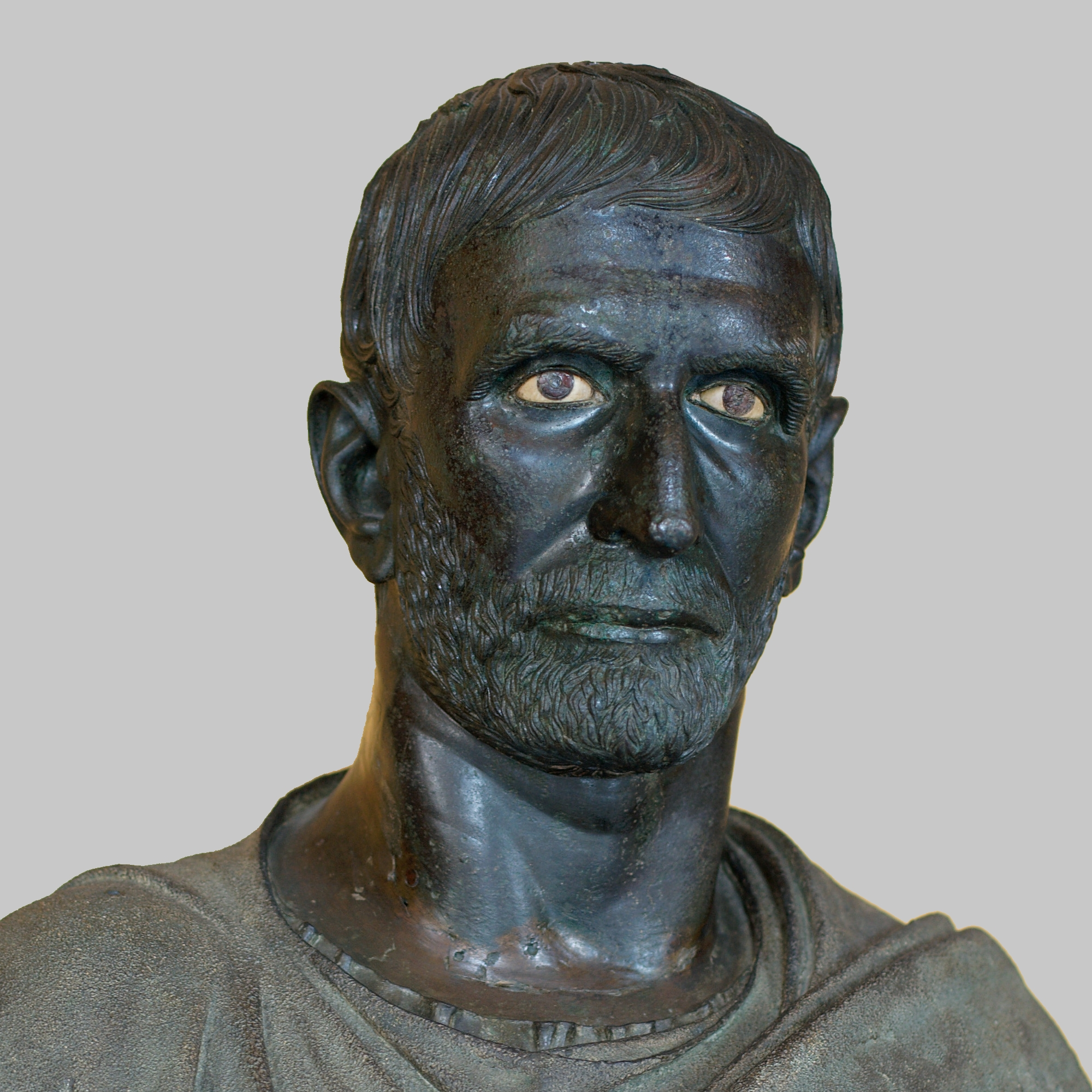
Der Kapitolinische Brutus

Der kapitolinische Brutus oder auch der Brutus vom Kapitol ist eine antike römische Bronzebüste, von der allgemein angenommen wird, dass sie Lucius Iunius Brutus darstellt, den legendären ersten Konsul der Römischen Republik. Die Büste, die als Prototyp des römischen Porträts gilt, befindet sich im Konservatorenpalast als Teil der Kapitolinischen Museen in Rom.

## Beschreibung

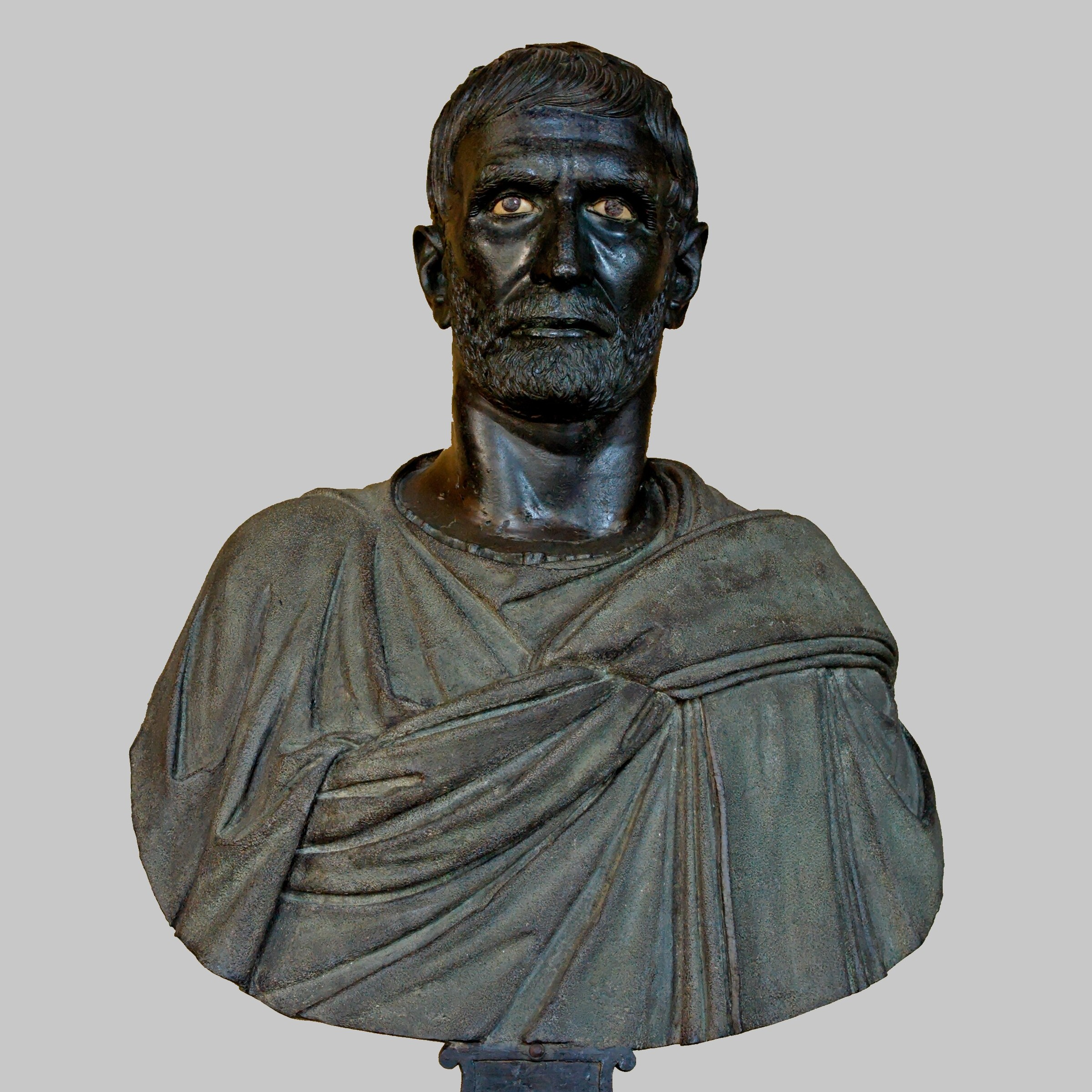
Der Kapitolinische Brutus mit dem Oberkörperanschnitt aus der Renaissance

Die aus Bronze gefertigte Büste ist 69 cm hoch und zeigt ein lebensgroßes Porträt eines bärtigen Mannes aus der römisch-republikanischen Zeit, der in eine Toga gekleidet ist. Die eingelegten Augen sind vollständig erhalten geblieben und bestehen aus Elfenbein und Eisen. Der Kopf der Büste wird gewöhnlich aus stilistischen Gründen auf das späte 4. bis frühe 3. Jahrhundert v. Chr. datiert und wurde allem Anschein nach im Wachsausschmelzverfahren hergestellt. Einen Anhaltspunkt für die Datierung liefert der Vollbart der Person, da im Laufe des 3. Jahrhunderts der Vollbart aus der Mode kam und sich zumindest in der Oberschicht die Sitte durchsetzte, sich glatt zu rasieren. Die Skulptur könnte aber auch erst im 2. Jahrhundert v. Chr. entstanden sein und in einem archaisierenden Stil eine Person aus einer vorangegangenen Epoche darstellen. Der Oberkörperanschnitt, der sich an den Hals anschließt und von der Toga umfasst wird, stammt dagegen aus der italienischen Renaissance. Man kann vermuten, dass der Kopf ursprünglich zu einer Bronzestatue, vielleicht zu einem Reiterstandbild, gehörte. 
Die Büste wird traditionell als frühes Beispiel für ein römisches Porträt angesehen, das von der hellenistischen Kunst und den zeitgenössischen griechischen Porträtstilen beeinflusst wurde. Die Behandlung von Details wie Frisur und Bart weist aber auch typische italische, insbesondere etruskische Einflüsse auf. Die Herkunft des Künstlers lässt sich insofern nicht eindeutig bestimmen, es könnte sich auch um einen etruskischen Bronzegießer handeln. Ebenso ungeklärt ist, ob das Porträt tatsächlich Lucius Iunius Brutus darstellt, der maßgeblich an der Vertreibung des letzten etruskischen Königs Tarquinius Superbus im Jahr 509 v. Chr. beteiligt gewesen sein soll. Es finden sich zwar antike Hinweise auf eine Bronzestatue des Konsuls Lucius Iunius Brutus, die auf dem Kapitol gestanden haben soll, aber mit der Büste könnte auch eine Persönlichkeit des 4. oder 3. Jahrhundert v. Chr. geehrt worden sein. In dieser Epoche wurden zahlreiche Bronzestatuen angefertigt und an öffentlichen Plätzen ausgestellt.

## Geschichte

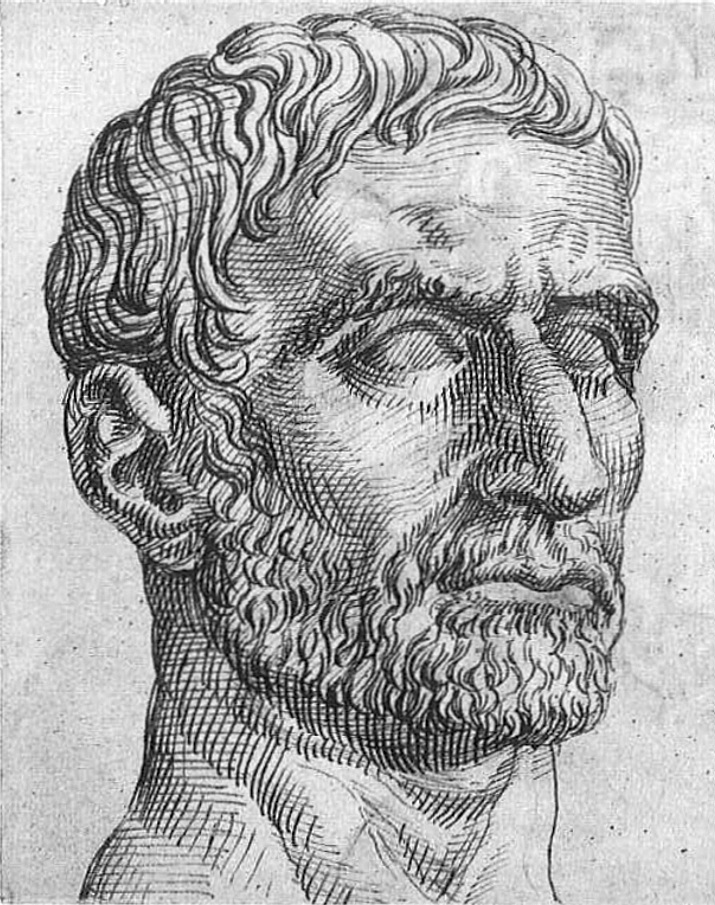
Maarten van Heemskerck: Kopf des Brutus aus dem Römischen Skizzenbuch

Die Büste wurde Anfang des 16. Jahrhunderts wahrscheinlich in Rom gefunden und gelangte später in den Besitz des römischen Kardinals Rodolfo Pio da Carpi. Die früheste Abbildung des Kopfes ist von Maarten van Heemskerck in seinem Römischen Skizzenbuch überliefert und entstand zwischen 1532 und 1536. Die erste schriftliche Erwähnung des Werks findet sich um 1550 in der Abhandlung Tutte le statue antiche, che in Roma in diversi luoghi, e case particolari si veggono des Naturforschers Ulisse Aldrovandi über antiken Statuen in Rom. Aldrovandi und andere Altertumsforscher der damaligen Zeit schrieben das Porträt sofort dem ersten Konsuls der römischen Republik, Lucius Iunius Brutus, zu. Zu dieser Zeit wurde vermutlich dem Kopf der Oberkörperanschnitt hinzugefügt.

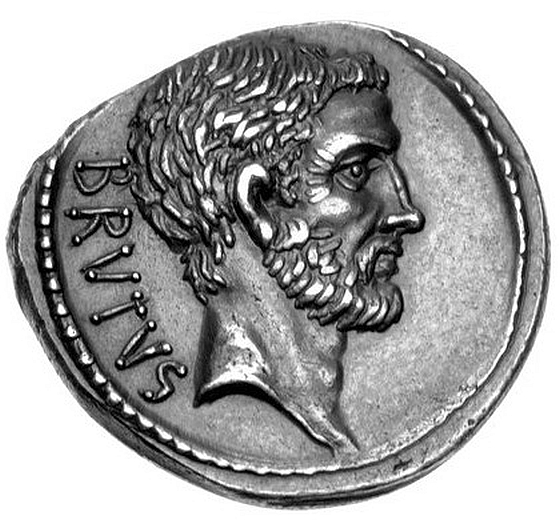
Porträt von Lucius Iunius Brutus auf einem Denar geprägt 54 v. Chr.

1564 vermachte Kardinal Rodolfo Pio da Carpi die Büste der Stadt Rom. Die Büste wurde auf dem Kapitol ausgestellt und ab 1627 nachweislich in der Sala della Lupa im Konservatorenpalast aufbewahrt. Im 17. Jahrhundert glaubte Servatius Gallaeus, ein niederländischer Geistlicher und Philologe, ein Indiz für die Identifizierung der dargestellten Person gefunden zu haben. Nach seiner Ansicht ähnelt das Profil der Büste dem von Lucius Iunius Brutus auf einer Münze, die Marcus Iunius Brutus, einer der Mörder von Gaius Iulius Caesar, 54 v. Chr. prägen ließ.

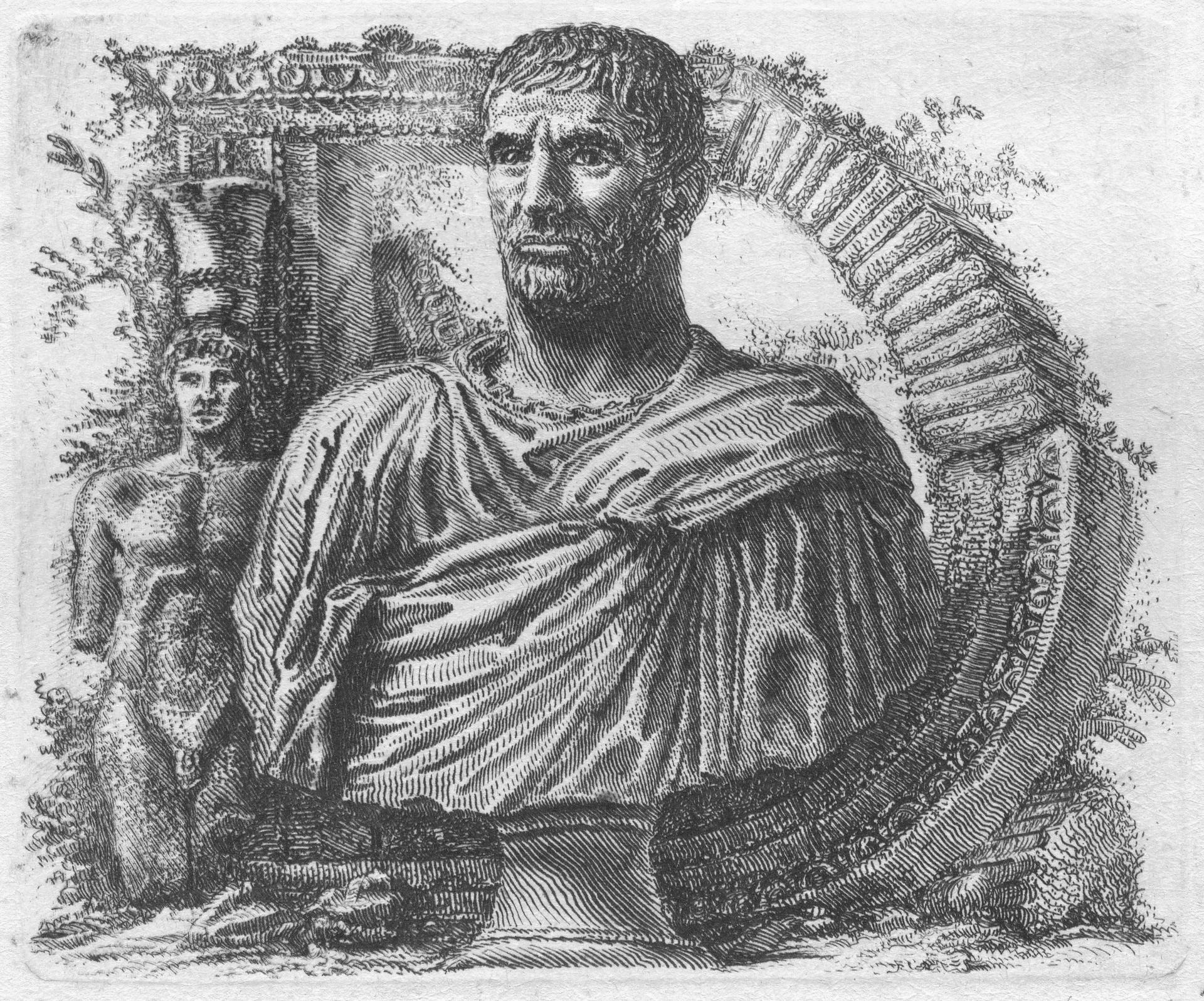
Giovanni Battista Piranesi: Büste des Brutus aus Della magnificenza ed architettura de' Romani von 1761

Im 17. Jahrhundert äußerten einige Altertumsforscher erstmals die Vermutung, dass der Kopf ursprünglich Teil einer Bronzestatue war, die einst auf dem Kapitol stand und den Gründer der Republik verkörperte. Die Berühmtheit dieses Werks hing damals weitgehend von seiner Identifizierung mit dem republikanischen Helden ab. 
Der Kupferstecher und Archäologe Giovanni Battista Piranesi stellte 1761 den Kopf patriotisch als Teil des Anfangsbuchstabens seiner Schrift Della magnificenza ed architettura de’ Romani dar. Johann Joachim Winckelmann dagegen hegte Vorbehalte gegen die Identifizierung des Kopfes mit dem Konsul. Der Klassische Archäologe Ennio Quirino Visconti stellte ebenfalls in Frage, ob es sich um ein Brutus-Porträt handelt. Er betonte aber, dass der Kopf und der Oberkörperanschnitt nicht zusammengehörten, was zu dieser Zeit offenbar in Vergessenheit geraten war.
Die Brutusbüste, von der auch zahlreiche Kopien angefertigt worden sind, war während der Turbulenzen der Französischen Revolution sehr populär. Eine Kopie der Büste wurde während einer Aufführung von Voltaires Brutus im November 1790 dem Publikum gezeigt. Die Historienmaler Jacques-Louis David und François-André Vincent fertigten Zeichnungen des Brutus an. Als Bildnis eines unerschütterlichen Republikaners, der durch die Vertreibung des letzten etruskischen Königs die römische Republik herbeigeführt haben soll, diente die Büste auch als Katalysator für die zunehmende Radikalisierung der Revolution und als Rechtfertigung für die Hinrichtung von König Ludwig XVI. Während der nachfolgenden Terrorherrschaft stellte man eine Kopie der Büste in den Tagungsräumen des Nationalkonvents im Théâtre des Tuileries auf. 1797 trat Papst Pius VI. die originale Bronzebüste an die Erste Französische Republik ab. Sie wurde zusammen mit einer Büste des Cäsarmörders Marcus Iunius Brutus an Napoleon Bonaparte übergeben, der sie im Juli 1798 bei einem Triumphzug in Paris der Öffentlichkeit präsentierte. 
1816 wurde die Bronzebüste wieder nach Rom zurückgebracht und erneut im Konservatorenpalast ausgestellt, wo sie sich noch heute befindet. Eine Abbildung der Büste aus dem Werk Histoire des Romains von Victor Duruy aus dem Jahr 1879 zeigt als tragende Konstruktion der Büste den heute noch vorhandenen Fuß mit Aufsatz. Im 20. Jahrhundert erkannten einige Wissenschaftler an, dass es sich bei der Büste durchaus um ein idealisiertes Porträt des Brutus handeln könnte. Die neuere Forschung befasst sich hingegen vor allem mit der Frage nach der Datierung, dem Entstehungsort und der Rolle des Kopfes in der römischen Kunst. Heute gilt die Büste als das wichtigste Beispiel für die genuin italische Porträtkunst, das den Standard für alle späteren römischen Werke dieser Art setzte und deren Maßstab blieb.

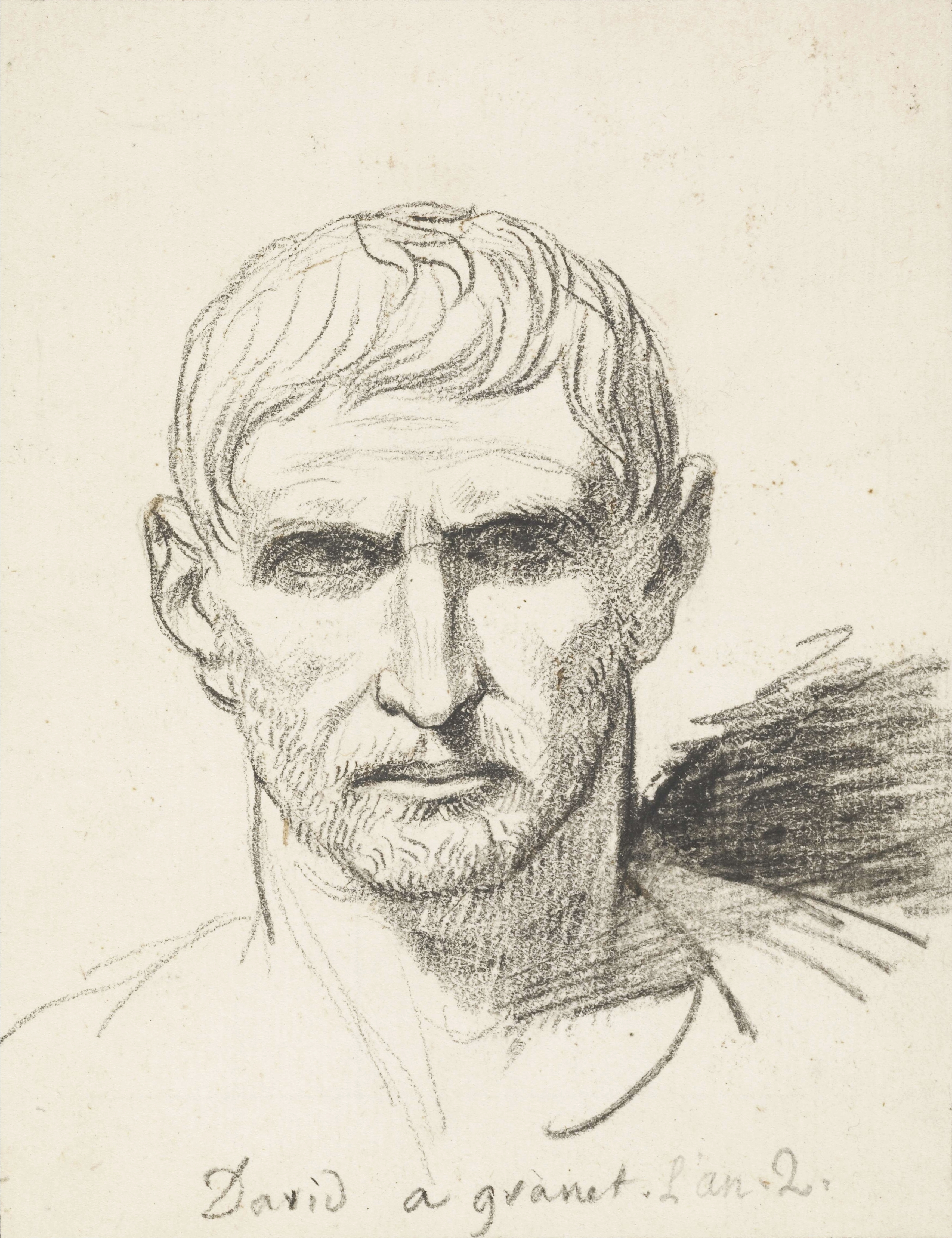
Jacques-Louis David: Kopf des Brutus (1784/1785)
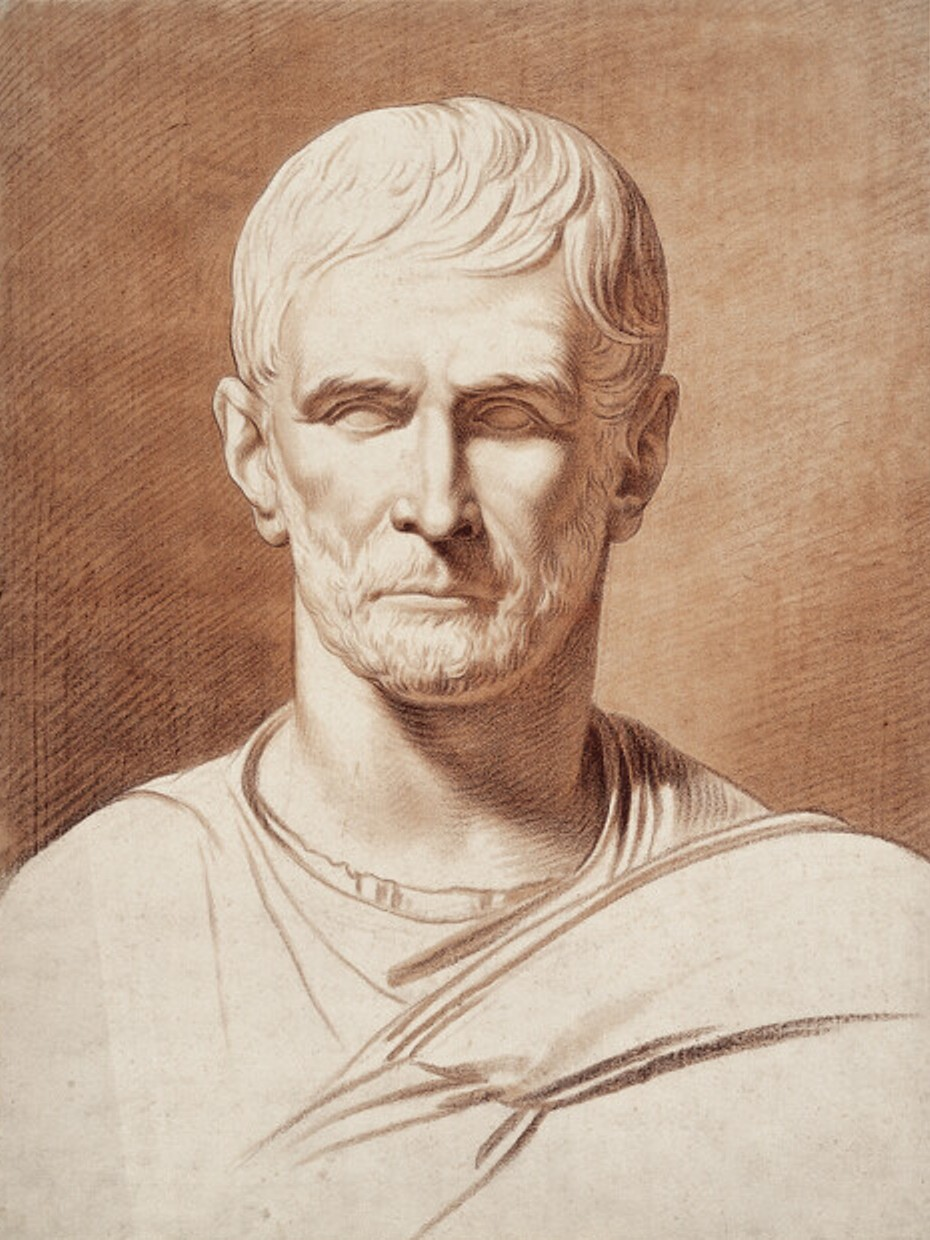
François-André Vincent: Lucius Iunius Brutus
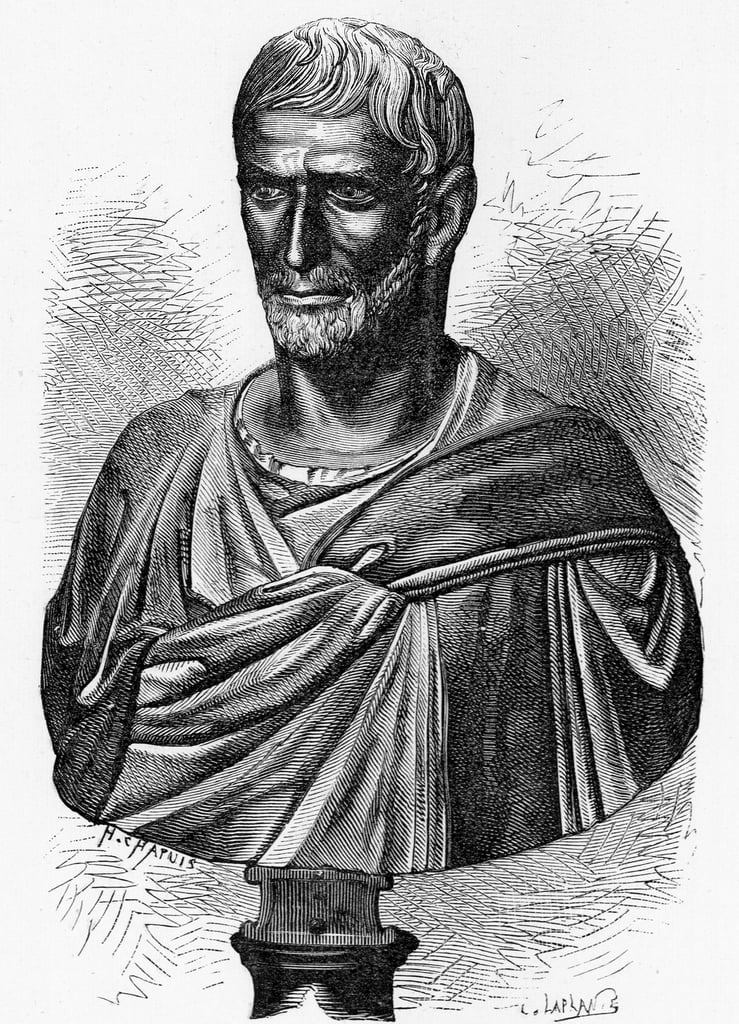
Victor Duruy: Histoire des Romains (1884)
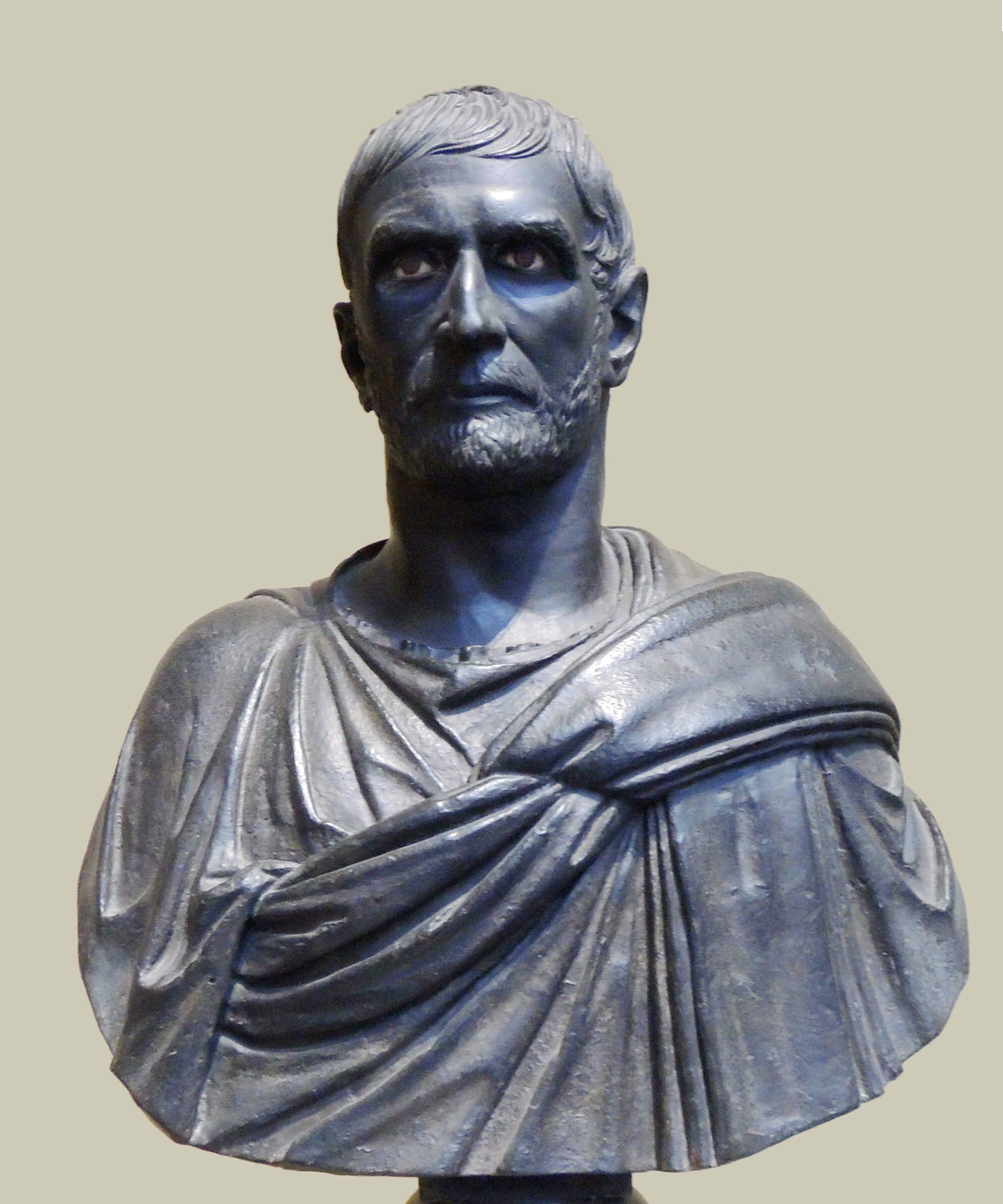
Neuzeitliche Kopie der Bronzebüste aus dem Puschkin-Museum in Moskau

## Leihgaben
- 2010: Berlin: Staatliche Museen, Antikensammlung[8]
- 2013: Boston: Museum of Fine Arts[9]